# А. Бертрам Чендлер
Артур Бертрам Чендлер (англ. Arthur Bertram Chandler, 28 березня 1912 — 6 червня 1984) — австралійський письменник у жанрі наукової фантастики.
Біографія
Він народився в Олдершоті, графство Гемпшир, Англія, був морським офіцером та комерсантом і відвідав багато куточків світу на кораблях (від торгових суден до військових). 1956 року, Чендлер емігрував до Австралії і став громадянином цієї країни. Був капітаном різних торговельних суден в Австралії та Новій Зеландії і виявився останнім господарем австралійського авіаносця HMAS Melbourne, оскільки закон вимагав, щоби це судно мало офіцера на борту хоча на той час, його було законсервовано в очікуванні буксирування до Китаю, для переробки на брухт.
Псевдоніми A Bertram Chandler: George Whitley, George Whitely, Andrew Dunstan, і SHM.

## Творчість
Чендлер написав понад 40 романів і 200 творів короткої прози.
Перша публікація Чендлера — «Це означає війна» (1944).
Популярність Чендлеру принесла серія романів, прямо або побічно пов'язаних з темою Околиці Світів на далеких кордонах Галактики (див. Галактична федерація); серія об'єднана головним героєм Чендлера — зоряним комодором капітаном Джоном Граймсом, що почав кар'єру в Федеративній дослідницької службі. Перший цикл книг розповідає про це на початковому періоді; він включає (в порядку внутрішньої хронології) натупні твори: «Дорога на Окраїну» [The Road to the Rim] (1967), «Увімкнути помпу» [To Prime the Pump] (1971), зб. «Тяжкий шлях нагору» [The Hard Way Up] (1972), «Фальшива батьківщина» [False Fatherland] (1968; ін. — «Планета спартанців» [Spartan Planet]), «Спадкоємці» [The Inheritors] (1972), «Розірваний цикл» [The Broken Cycle] (1975), «Велика чорна мітка» [The Big Black Mark] (1975), «Мандрівник здалеку» [The Far Traveller] (1977), «Зоряний кур'єр» [Star Courier] (1977), «Тримати корабель» [To Keep the Ship] (1978), «Пасинки Матильди» [Matilda's Stepchildren] (1979), «Зоряний лейтенант» [Star Loot] (1980), «Повелителі Анарха» [The Anarch Lords] (1981), «Остання амазонка» [The Last Amazon] (1984), «Дикуни» [The Wild Ones] (1984), «Злови зоряний вітер» [Catch the Star Winds] (1969).

Інший цикл творів, що розповідає про службу Граймса у правителів Околиці і у Космічному резерві, містить книги: «В альтернативний Всесвіт» [Into the Alternate Universe] (1964), «Контрабанда з Космосу» [Contraband from Outer Space] (1967); об'єднані в один том — «В альтернативний Всесвіт» [Into the Alternate Universe] (1979);
зб. «Боги Околиці» [The Rim Gods] (1969), зб. «Темні вимірювання» [The Dark Dimensions] (1971); об'єднані в один том — «Темні вимірювання» [The Dark Dimensions] (1978); зб. «Альтернативні орбіти» [Alternate Orbits] (1971); об'єднаний з романом «Фальшива батьківщина» в один том — «Комодор на море» [Commodore at Sea] (1979); «Брама у нікуди» [The Gateway to Never] (1972), «Шлях назад» [The Way Back] (1978).
До циклу про околиці Світів, також примикають два романи з ін. Героєм — перший роман Чендлера, «Окраїна космосу» [The Rim of Space] (1961) і «Корабель ззовні» [The Ship from Outside] (1959 — «Знайомий зразок», під псевд. Вітлі; доп. 1963).
Оповідання циклу, склали збірку «За галактичною Окраїною» [Beyond the Galactic Rim] (1963).
З позасерійних романів Чендлера, виокремлюються наступні: антиутопія «Гірка пігулка» [The Bitter Pill] (1974), «Кордон темряви» [Frontier of the Dark] (1983), в котрому змальований несподіваний побічний ефект понадсвітлових швидкостей: члени екіпажу зорельота перетворюються на перевертнів (див. Надприродне); і реалістичний роман, дія якого відбувається в «альтернативній» Австралії, — «Країна Келлі» [Kelly Country] (1967; доп. 1983) (див. Альтернативна історія). Позасерійні оповідання Чендлера, представлені в збірці — «В небеса на кораблях» [Up to the Sky in Ships] (1982), «З морів — до осяйної зірки» [From Sea to Shining Star] (1990);
Інші твори: «Поверніть вчорашній день» [Bring Back Yesterday] (1961). «Зустріч у загубленому світі» [Rendezvous on a Lost World] (1961; ін. — «Коли вмирає мрія» [When the Dream Dies]). «Чума Гамеліну» [The Hamelin Plague] (1963).«Витки часу» [The Coils of Time] (1964). «Планета слави» [Glory Planet] (1964). «Глибини Космосу» [The Deep Reaches of Space] (1946 — «Особливі знання»; випр. 1964). «Альтернативні марсіани» [The Alternate Martians] (1965).
Серія «Імператриця» — «Імператриця Космосу» [Empress of Outer Space] (1965), «Космічні найманці» [Space Mercenaries] (1965; рос. 1993 — «Найманці космосу»), «Тривога з туманності» [Nebula Alert] (1967). «Морські звірі» [The Sea Beasts] (1971). «Правити біженцями» [To Rule the Refugees] (1983 — Японія). «Знайти даму» [Find the Lady] (1984 — Японія).
Описи Чендлера життя на борту космічних кораблів і взаємин між членами екіпажу у далеких мандрівках, випливали з його досвіду на борту морських суден і, таким чином, несуть у собі відчуття реалізму, що рідко зустрічається у інших письменників.
В одному з романів австралійське тло Чендлера, проявляється у його змалюванні майбутнього, у якому Австралія стає великою світовою державою на Землі, і австралійці беруть на себе провідну роль в освоєнні космічного простору та у колонізації інших планет, які інколи мають назви Australis чи Austral.
У своєму іронічному оповіданні «Клітка», Чендлер змальовує, як групу людей з корабельної аварійної команди, які блукають безлюдними джунглями далекої планети, захоплено інопланетянами і поміщено у зоопарк, де усі їхні зусилля, щоб переконати своїх викрадачів, у тому, що вони розумні істоти, були марними і деяких з них, було розчленовано. Врешті-решт вони звикають до неволі і мимоволі, приймають невеликого місцевого гризуна як домашню тварину, помістивши його у плетену клітку. Бачачи це, їхні захоплювачі, вибачилися за помилку і репатріювали їх на Землю, зазначивши, що «лише розумні істоти можуть помістити інших істот до клітки».
1971 року Чендлер отримав нагороду Ditmar Awards за коротке оповідання «Гірка пігулка» («The Bitter Pill») і за наступні три романи: «Фальшива батьківщина» («False Fatherland») (1969), «Гірка пігулка» (The Bitter Pill, 1975), і The Big Black Mark (1976 року).